# Vilínovité
Vilínovité (Hamamelidaceae) je čeleď vyšších dvouděložných rostlin z řádu lomikamenotvaré. Jsou to dřeviny s jednoduchými střídavými listy, rozšíření v mírném a subtropickém pásu severní polokoule i v tropech. V Evropě čeleď není zastoupena. Některé druhy, zejména vilíny a lískovníčky, jsou v Česku pěstovány jako okrasné rostliny nápadné zejména brzkým kvetením a podzimním zbarvením listů.

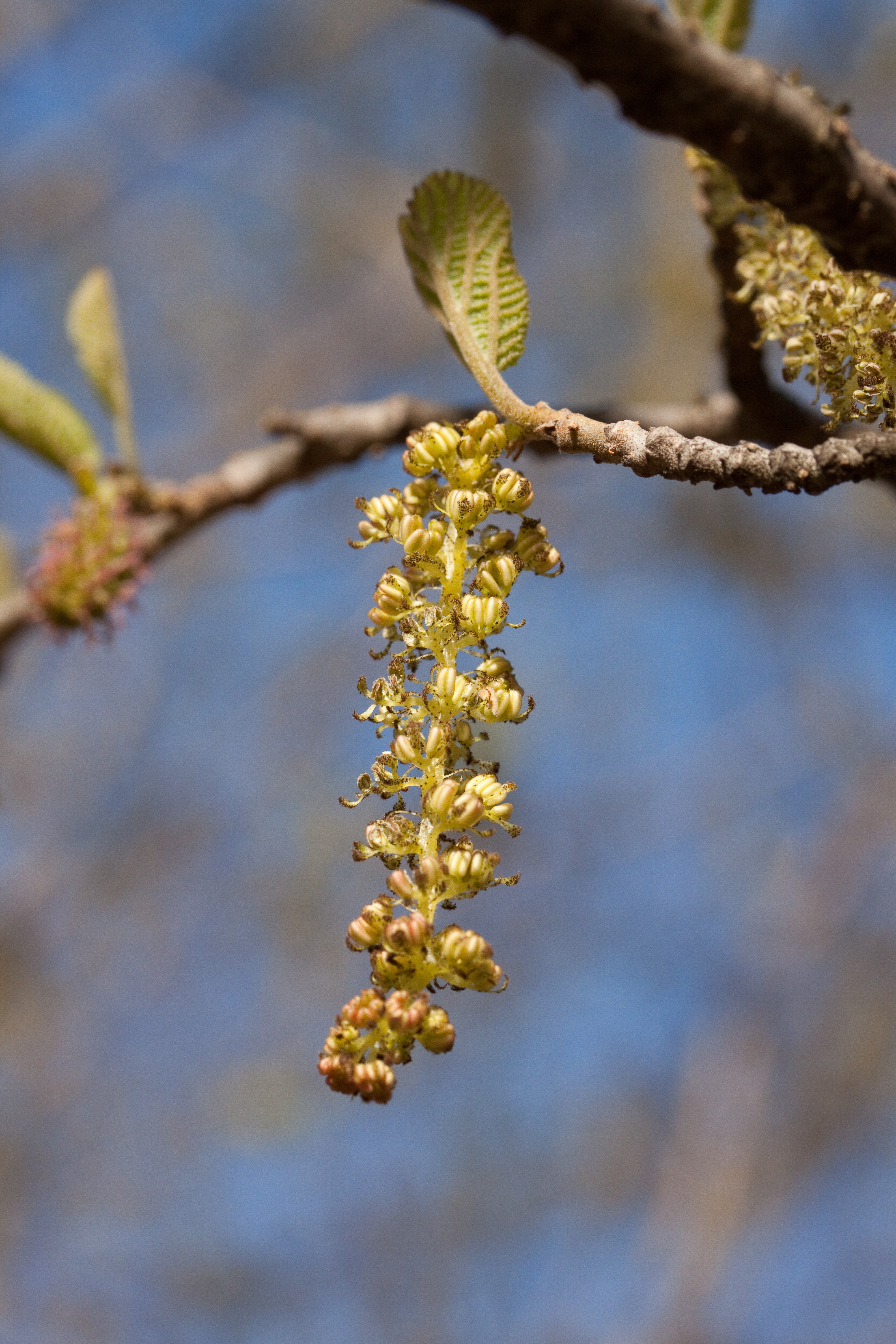
Květenství Sinowilsonie henryovy (Sinowilsonia henryi)

## Charakteristika
Vilínovité jsou opadavé nebo stálezelené keře a stromy s jednoduchými střídavými (nebo výjimečně vstřícnými) listy s palisty. Odění je nejčastěji složeno z hvězdovitých chlupů nebo z hvězdovitých až štítkovitých šupin. Pupeny jsou nahé nebo kryté šupinami. Listy jsou obvykle dvouřadě uspořádané a řapíkaté. Čepel je celistvá nebo dlanitě členěná, se zpeřenou nebo dlanitou žilnatinou, celokrajná nebo zubatá. Palisty jsou drobné až velké, vyrůstající z větévky a přilehlé k řapíku, u většiny zástupců v páru, u rodu Mytilaria jednotlivé a obklopující pupen, u rodoleji (Rhodoleia) palisty chybějí.
Květy jsou malé až středně velké, jedno nebo oboupohlavné, pravidelné nebo výjimečně lehce souměrné (rodoleja), v úžlabních nebo vrcholových květenstvích, většinou v klasech nebo hlávkách, méně často v hroznech, stažených thyrsech nebo latách. Okvětí je rozlišené na kalich a korunu, kališní lístky v počtu 4 nebo 5 (nebo až 10), korunní lístky v počtu 4 nebo 5. Tyčinky jsou volné v počtu 4 nebo 5 a střídající se se staminodii, výjimečně je tyčinek mnoho. Semeník je spodní nebo polospodní, částečně až zcela srostlý ze 2 plodolistů s jedním nebo několika vajíčky. Čnělky jsou volné. Plodem je kožovitá nebo dřevnatá, jedno až mnohosemenná tobolka. Semena jsou s tenkým endospermem.
Charakteristickými obsahovými látkami jsou zejména třísloviny.

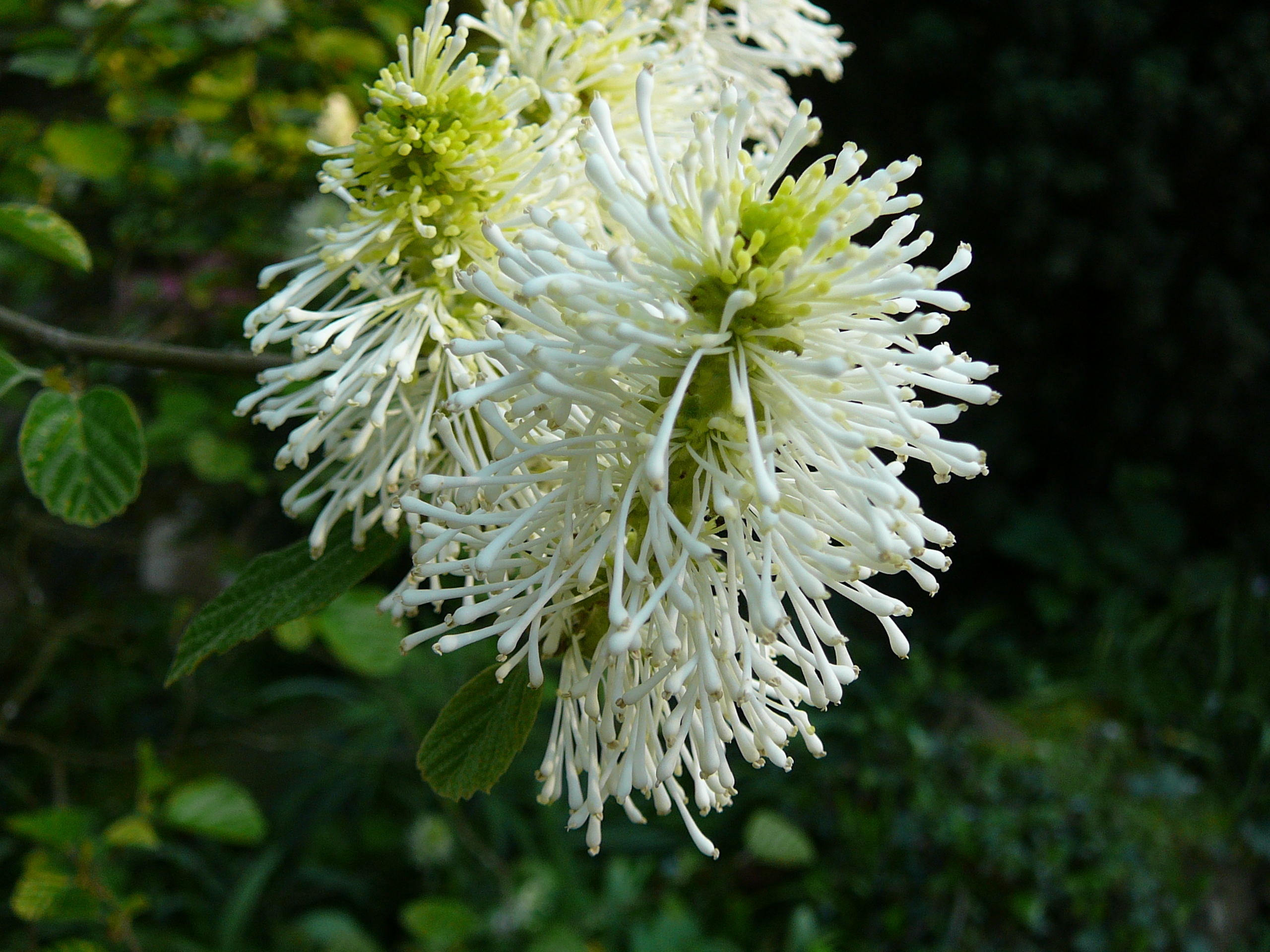
Květenství fotergily větší (Fothergilla major)
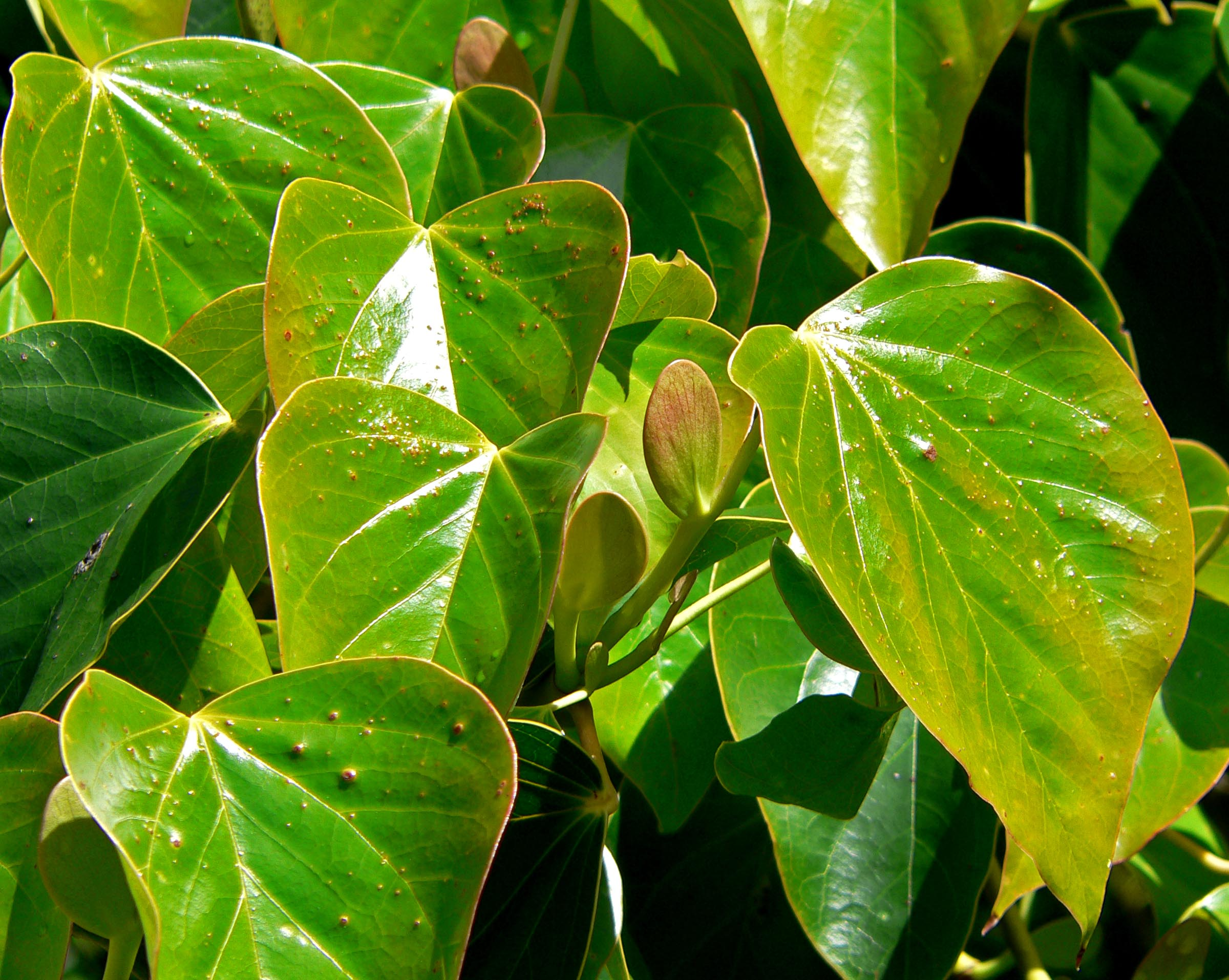
Listy Exbucklandia populnea
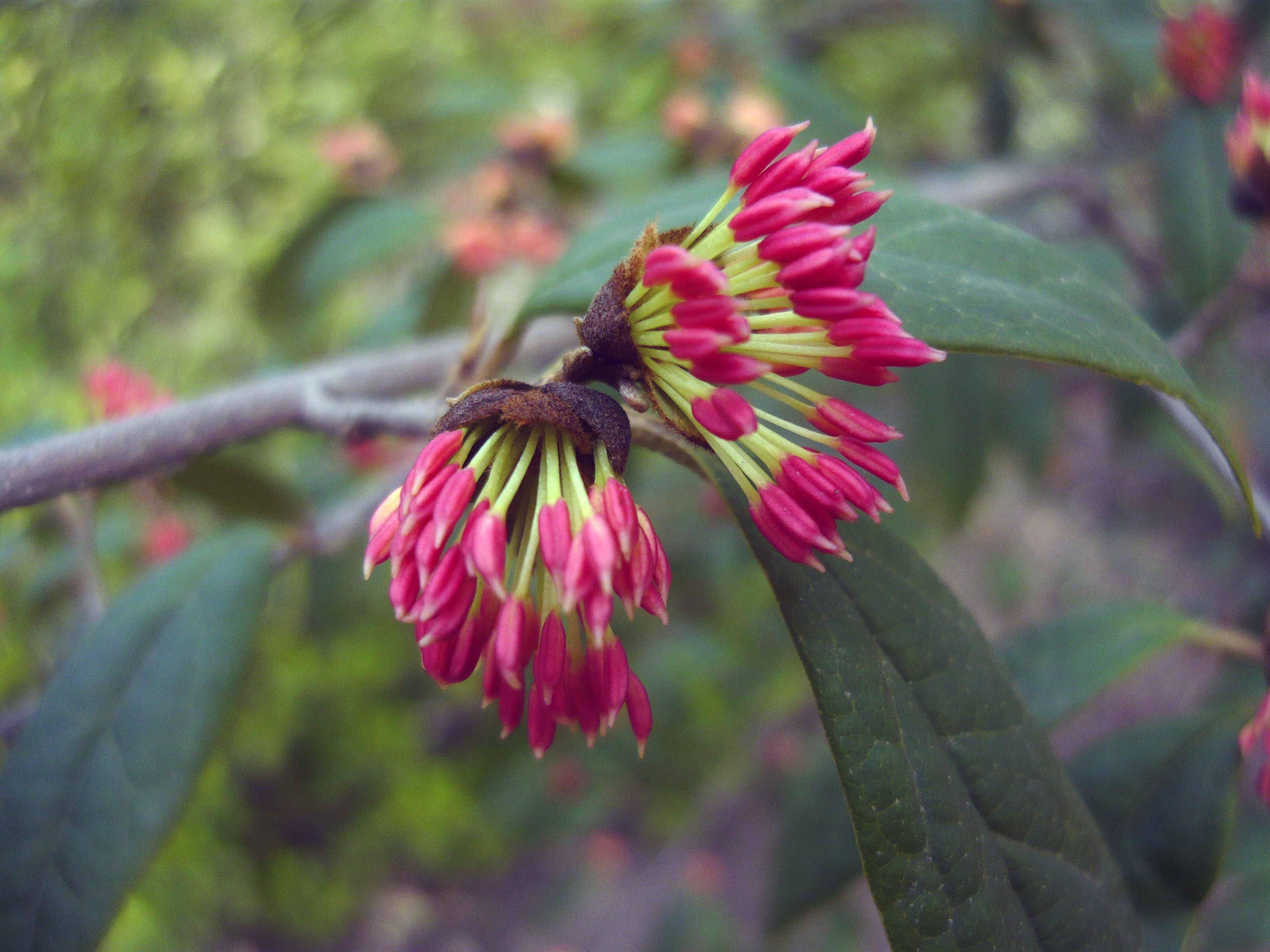
Květenství Sycopsis sinensis
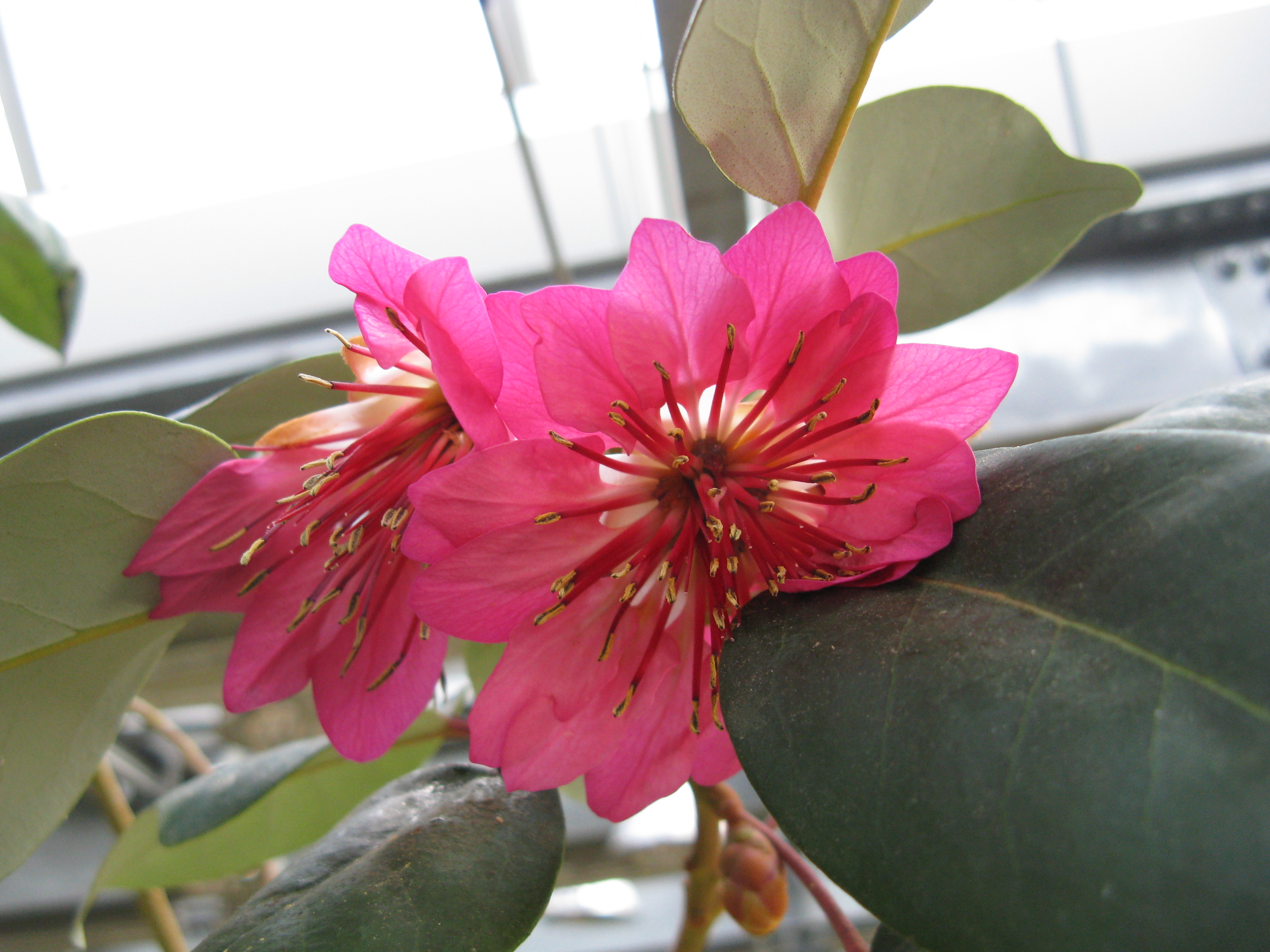
Květenství rodoleji Rhodoleia championii

## Rozšíření
Čeleď zahrnuje asi 30 rodů a 140 druhů. Vyskytuje se v jihozápadní a střední až jihovýchodní Asii, v severní Austrálii a na Nové Guineji, ve východní a jižní Africe a na Madagaskaru, ve východních oblastech Severní Ameriky, ve Střední Americe a navazující nejsevernější oblasti Jižní Ameriky. Centrum diversity je ve východní Asii. V tropické Americe jsou vilínovité omezeny na horské polohy.

## Ekologické interakce
Vilínovité opylovány větrem i hmyzem, především mouchami a včelami. Opylovače láká buď nektar nebo pyl. Květy rodoleji (Rhodoleia), uspořádané v hlávkách podepřených nápadnými listeny, jsou opylovány ptáky. Větrem jsou opylovány např. květy Distylium. U rodu fotergila (Fothergilla) jsou opylovači lákáni nápadnými dlouhými tyčinkami se zploštělými nitkami, nahrazujícími korunní plátky. Hmyzosprašnost je u tohoto rodu považována za druhotnou.
Semena jsou z vysychajících dřevnatých tobolek vystřelována do okolí, u vilínů až do vzdálenosti 10 metrů. Mnohé druhy rostou podél vodních toků a jejich semena jsou přinejmenším z části šířena vodou.

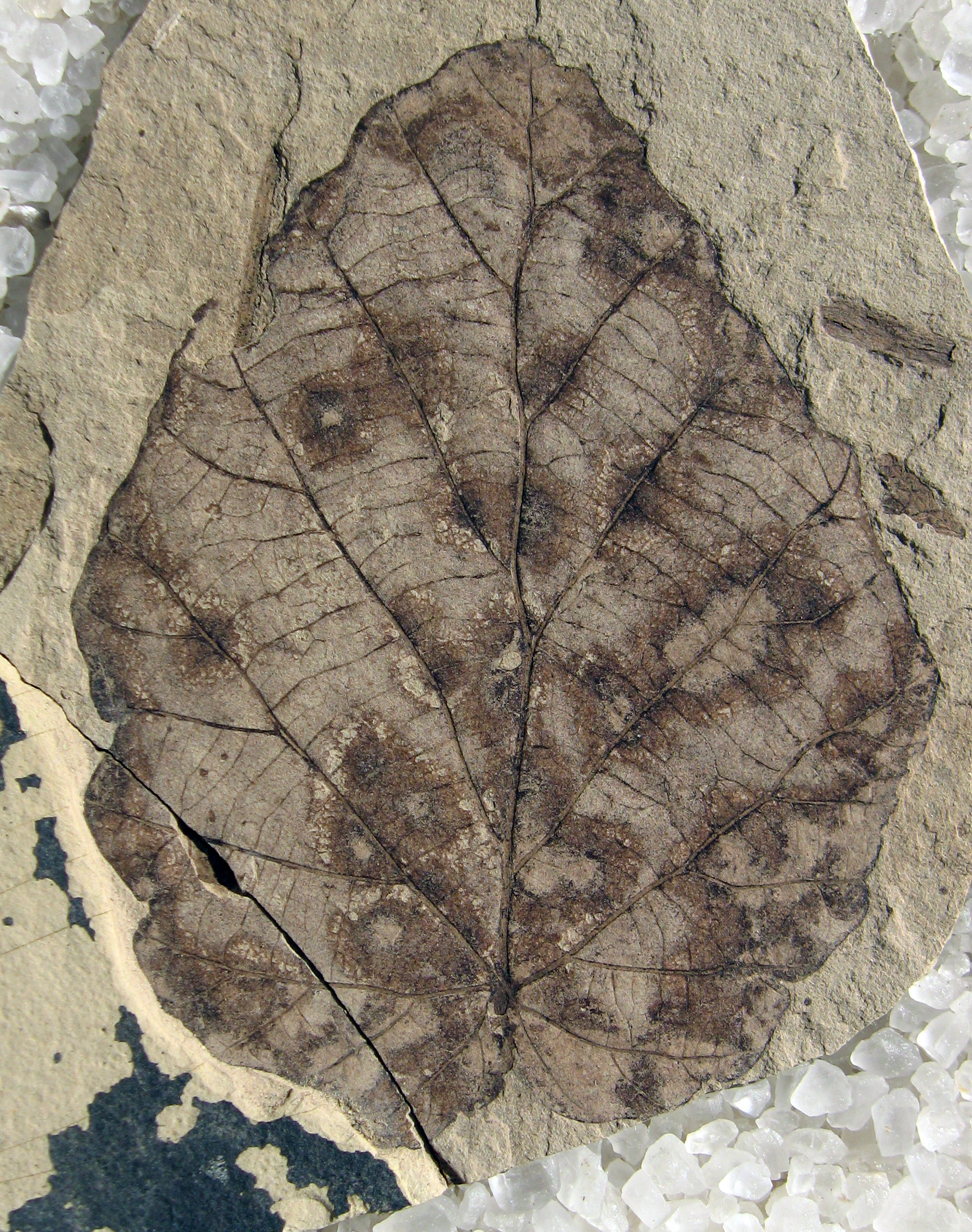
Fosilní fotergila †Fothergilla malloryi

## Historie
Nejstarší nálezy fosílií předků dnešních vilínovitých pocházejí z konce druhohor, z období křídy. Tyto nálezy jsou dosti řídké, náleží mezi ně †Archamamelis, †Allonia a †Androdecidua endressii. Naproti tomu nálezy ze spodních třetihor jsou již poměrně hojné. Nejstarší nálezy fosílií vilínu (Hamamelis) pocházejí z počátku třetihor, z paleocénu.
Lískovníček †Corylopsis reedae je datován do spodního eocénu, do doby před 50 miliony let. V období třetihor se tento rod vyskytoval i v Evropě a Severní Americe. Do období spodního eocénu spadají i nálezy fotergily †Fothergilla malloryi.

## Taxonomie
Čeleď vilínovité je v současném pojetí dělena na 4 podčeledi:
- Exbucklandoideae - asi 7 druhů ve 2 rodech (Exbucklandia, Rhodoleia), jižní Čína a východní Himálaj až Sumatra
- Mytilarioideae - 2 druhy ve 2 rodech (Mytilaria laosensis, Chunia bucklandioides), jižní Čína a Laos
- Disanthoideae - pouze Disanthus cercidifolius, pocházející z Japonska
- Hamamelidoideae - asi 80 druhů ve 23 rodech, od mírného pásu po tropy, nejvíce druhů ve východní Asii.[9]

V některých systémech (např. Cronquist) byly do vilínovitých řazeny i rody ambroň (Liquidambar) a Altingia, jimž je v současné taxonomii vyčleněna čeleď Altingiaceae.

## Zástupci
- dvoukvětec (Disanthus cercidifolius)
- chlupovětvec (Trichocladus)
- fortuneovka (Fortunearia)
- fotergila (Fothergilla)
- lískovníček (Corylopsis)
- parocie (Parrotia)
- parociovka (Parrotiopsis jacquemontiana)
- rodoleja (Rhodoleia)
- sinowilsonie (Sinowilsonia henryi)
- Sycopsis
- vilín (Hamamelis)[10]

## Význam
V medicíně je využíváno svíravého účinku tříslovin obsažených v listech a kůře zejména vilínu viržinského (Hamamelis virginiana). Je používán na různé kožní choroby, při léčbě hemoroidů a snižuje také horečku. V domorodé medicíně byly vilíny používány při léčbě různých neduhů jako je bolest ledvin, průjmy, silné menstruace, krvácení z nosu a podobně a také jako tonikum.
Některé druhy vilínovitých jsou v ČR pěstovány jako zajímavé parkové a zahradní dřeviny s atraktivním podzimním olistěním a neobvyklými květy. Vilín (Hamamelis), nejčastěji pěstovaný rod, je zajímavý kvetením v zimním až předjarním období. Dále se pěstuje lískovníček (Corylopsis) a fotergila (Fothergilla), v botanických zahradách a arboretech i parotie (Parrotia), parociovka (Parrotiopsis), dvoukvětec (Disanthus), sinowilsonie (Sinowilsonia) aj. V subtropických zemích je vysazován krásně kvetoucí stálezelený okrasný keř Loropetalum chinense.

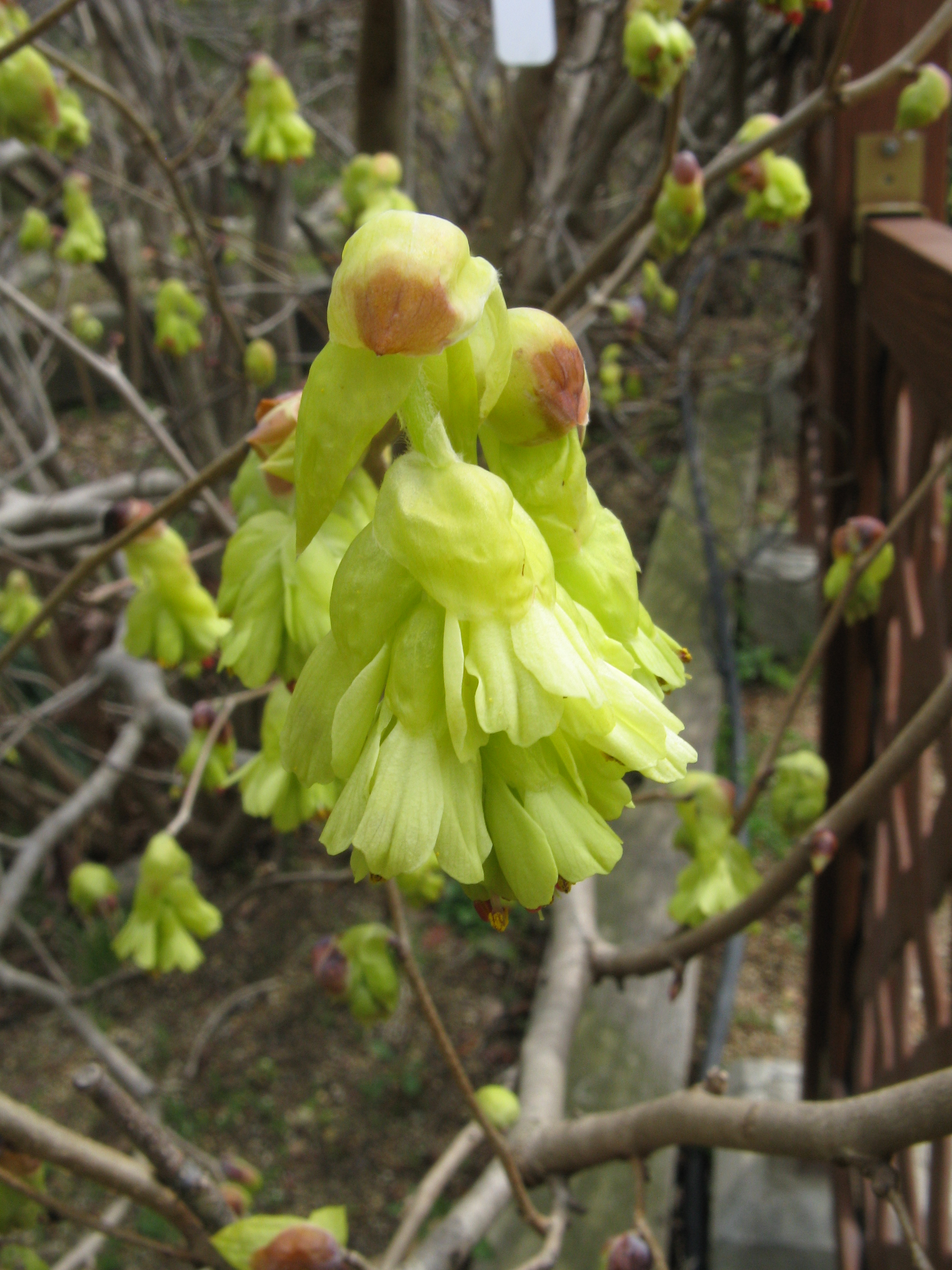
Květenství lískovníčku klasnatého (Corylopsis spicata)
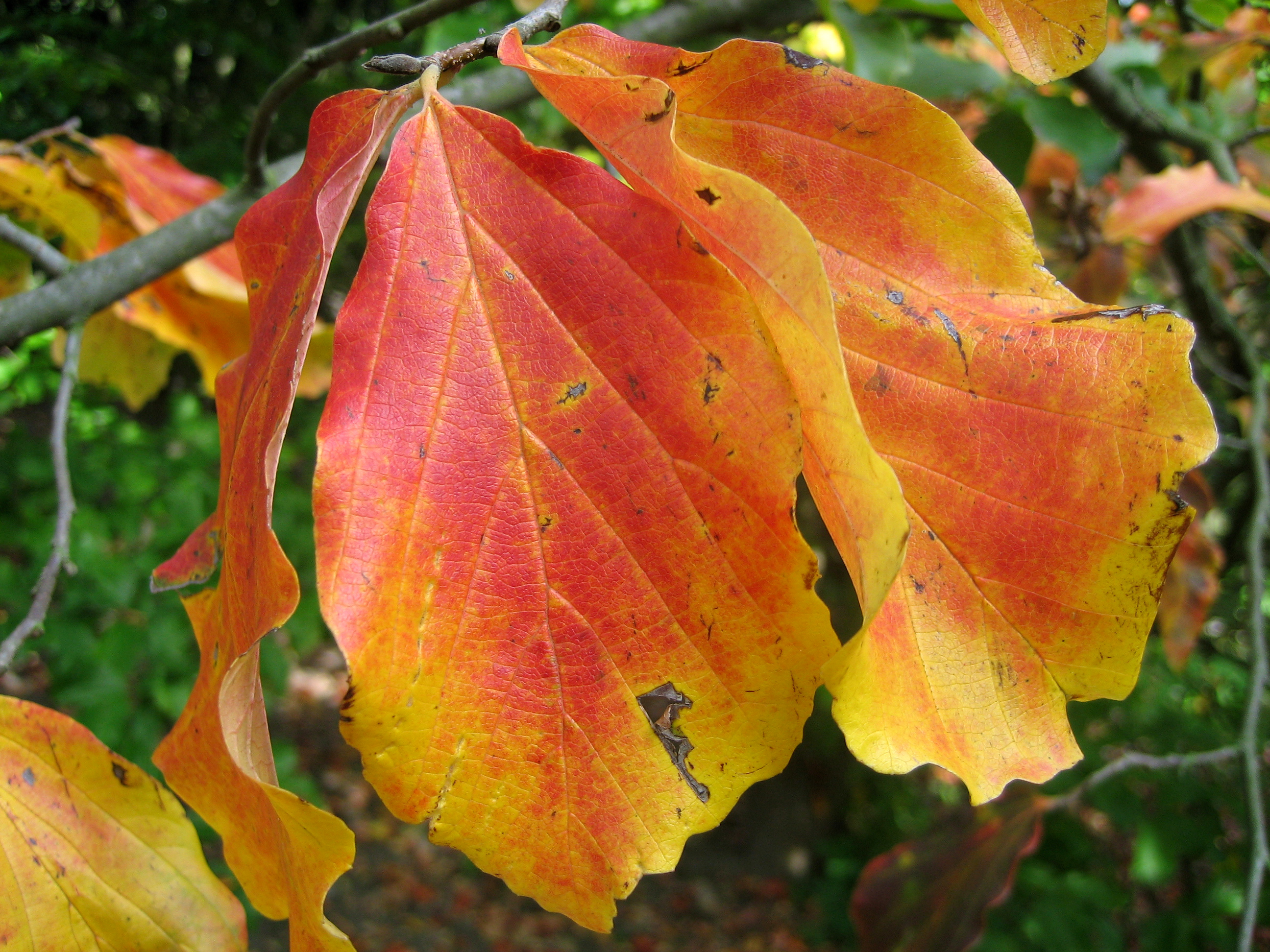
Podzimní zbarvení parotie perské (Parrotia persica)
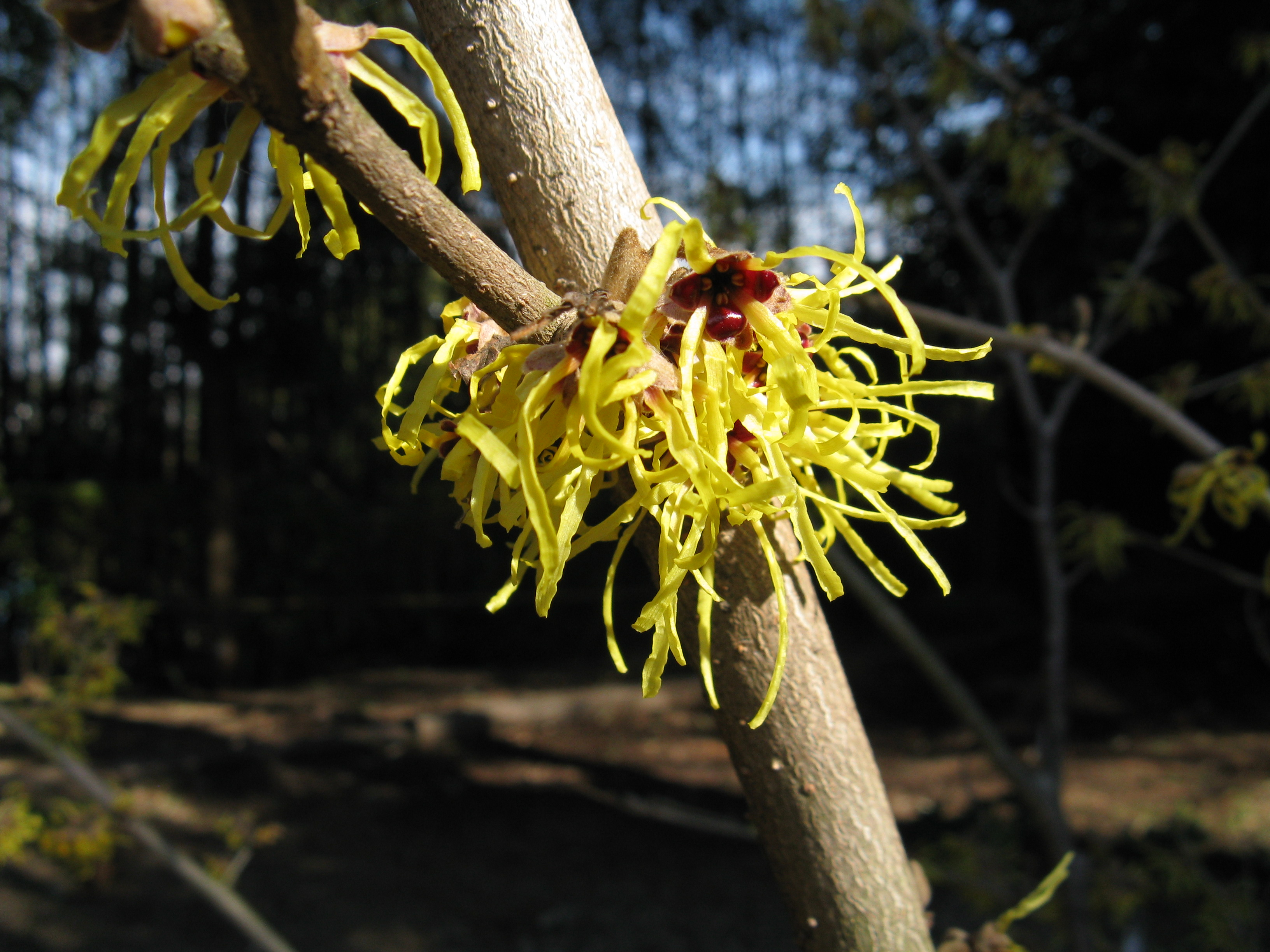
Kvetoucí kultivar vilínu prostředního Hamamelis x intermedia 'Pallida'
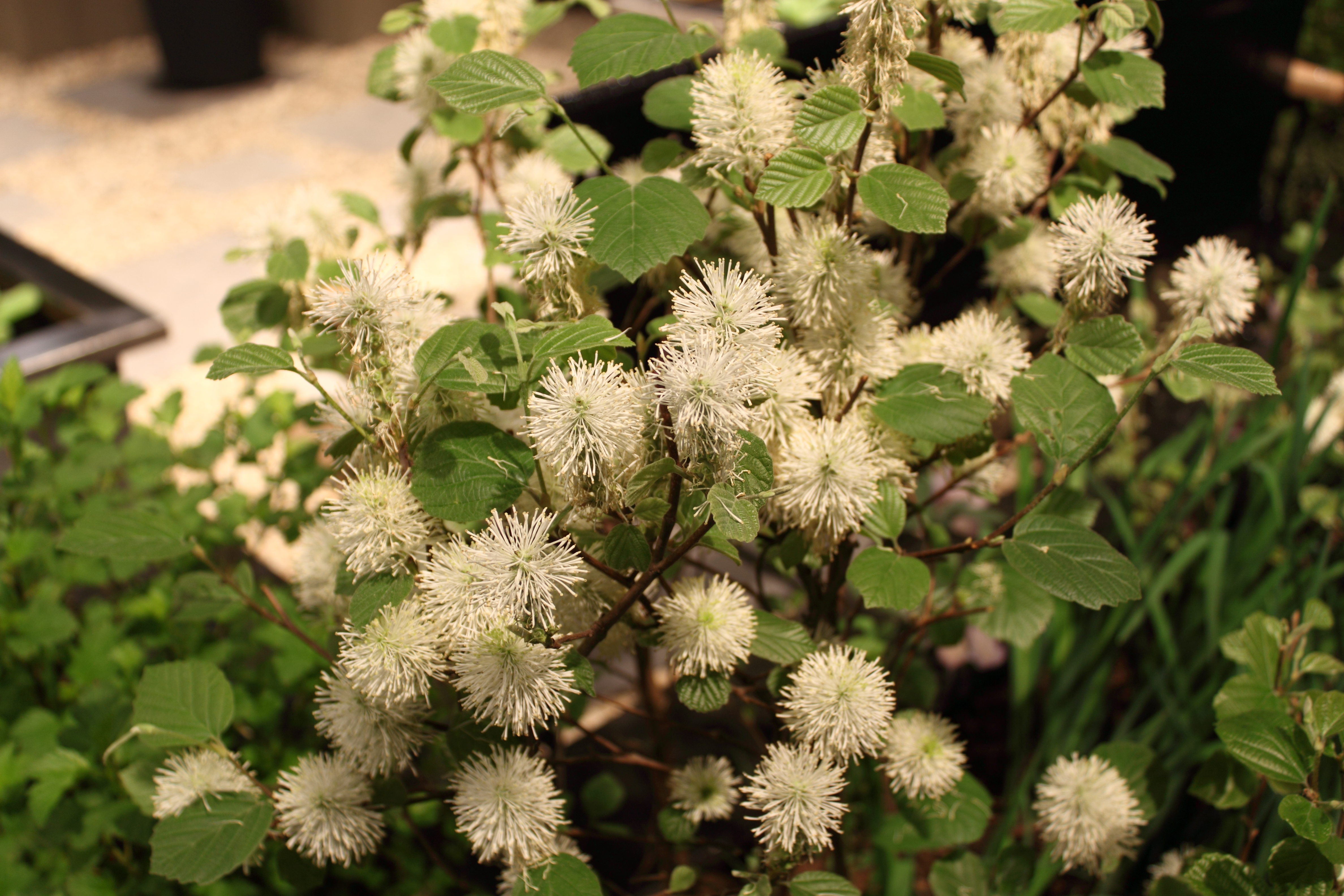
Kvetoucí fotergila větší, Fothergilla major 'Mt. Airy'
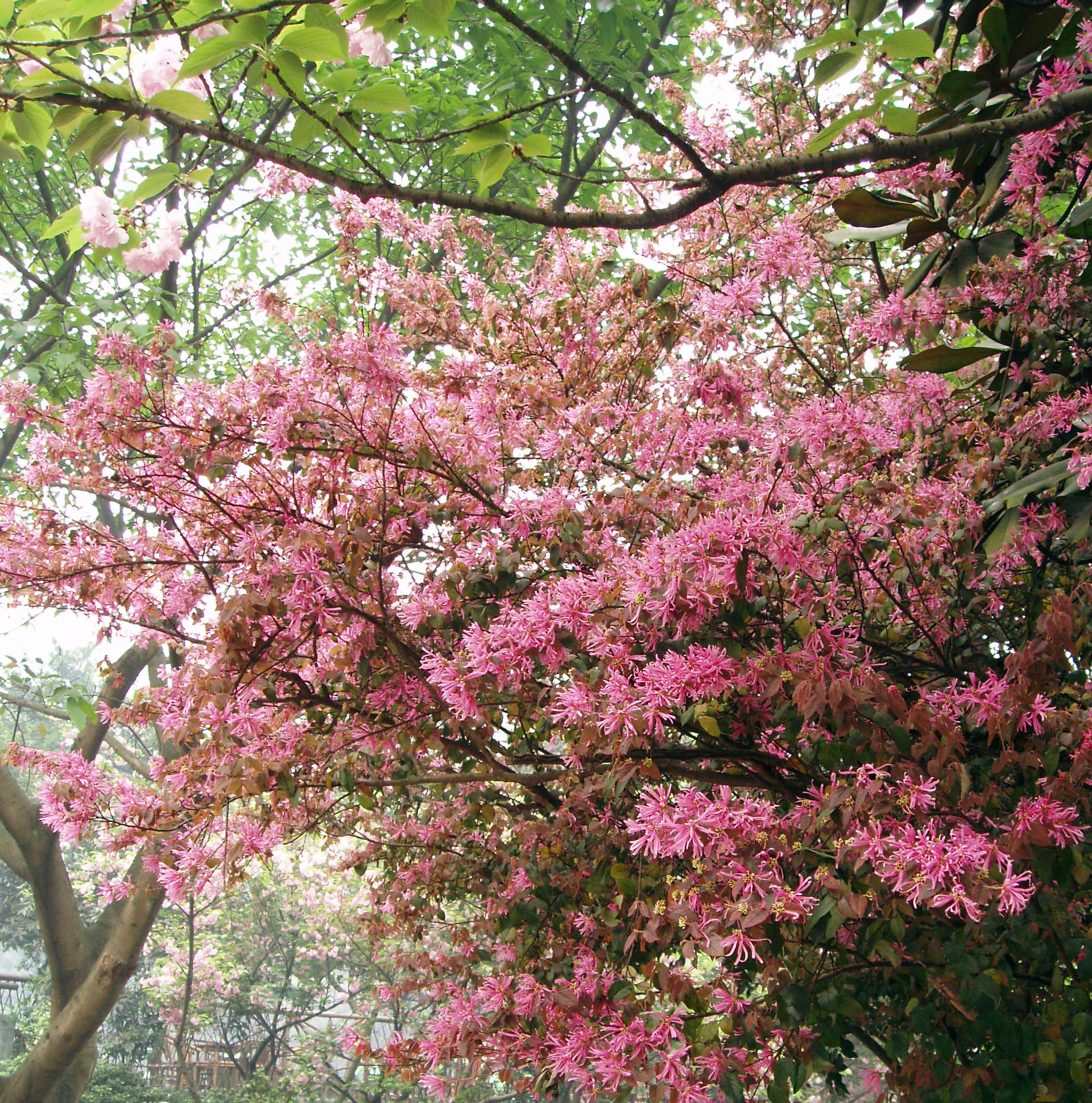
Loropetalum chinense

## Seznam rodů
Chunia, Corylopsis, Dicoryphe, Disanthus, Distyliopsis, Distylium, Embolanthera, Eustigma, Exbucklandia, Fortunearia, Fothergilla, Hamamelis, Loropetalum, Maingaya, Matudaea, Molinadendron, Mytilaria, Neostrearia, Noahdendron, Ostrearia, Parrotia, Parrotiopsis, Rhodoleia, Sinowilsonia, Sycopsis, Trichocladus